# Guadalgenus franzi
Guadalgenus franzi är en bäcksländeart som först beskrevs av Aubert 1963.  Guadalgenus franzi ingår i släktet Guadalgenus och familjen rovbäcksländor. Inga underarter finns listade i Catalogue of Life.